# Olga Boznańska

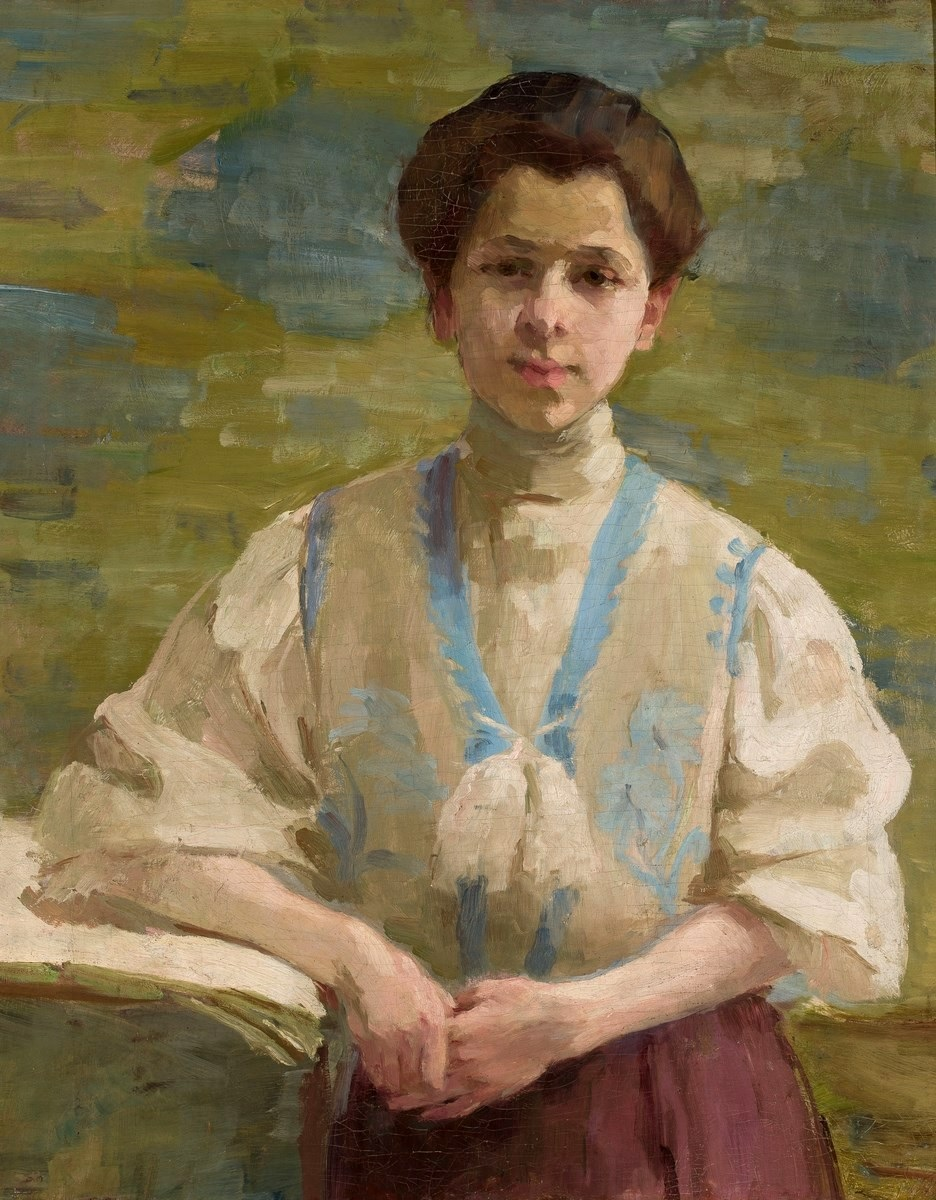
Zelfportret, 1893

Olga Boznańska (Krakau, 15 april 1865 Parijs, 26 oktober 1940) was een Pools kunstschilderes.

## Leven en werk
Boznańska was de dochter van een spoorwegingenieur. Ze leerde al op jonge leeftijd tekenen bij de vooraanstaande kunstenaars Józef Siedlecki en Kazimierz Pochwalski. Van 1884 tot 1885 studeerde ze te Krakau aan de 'Adrian Baraniecki School voor vrouwen' en tussen 1886 en 1890 bezocht ze privé-opleidingen te München. In 1898 verhuisde ze naar Parijs, waar ze zich bewoog in vooraanstaande Poolse kunstenaarskringen. In 1900 stelde ze er werk tentoon op de wereldtentoonstelling. In hetzelfde jaar exposeerde ze met veel succes in de New Gallery te Londen. In 1912 exposeerde ze samen met Auguste Renoir en Claude Monet te Pittsburgh. Ze won een medaille tijdens een internationale tentoonstelling te Amsterdam in 1914.
Boznańska maakte vooral naam als portrettiste, maar schilderde ook landschappen en stillevens, met veel aandacht voor kleurnuances. Ze werd sterk beïnvloed door het impressionisme, hoewel de focus op het psychologische aspect in haar portretten daarmee in tegenspraak lijkt. Ze schilderde ook nooit en plein air maar altijd in haar studio. Haar bekendste werk is Meisje met de chrysanten, dat door tijdgenoten werd geroemd om zijn symbolische atmosfeer.
Boznańska doceerde aan de Académie de la Grande Chaumière. In 1912 werd ze opgenomen in het Legion d'Honneur en in 1938 kreeg ze de Orde Polonia Restituta toegekend. Ze overleed in 1940 te Parijs, op 75-jarige leeftijd.

## Galerij

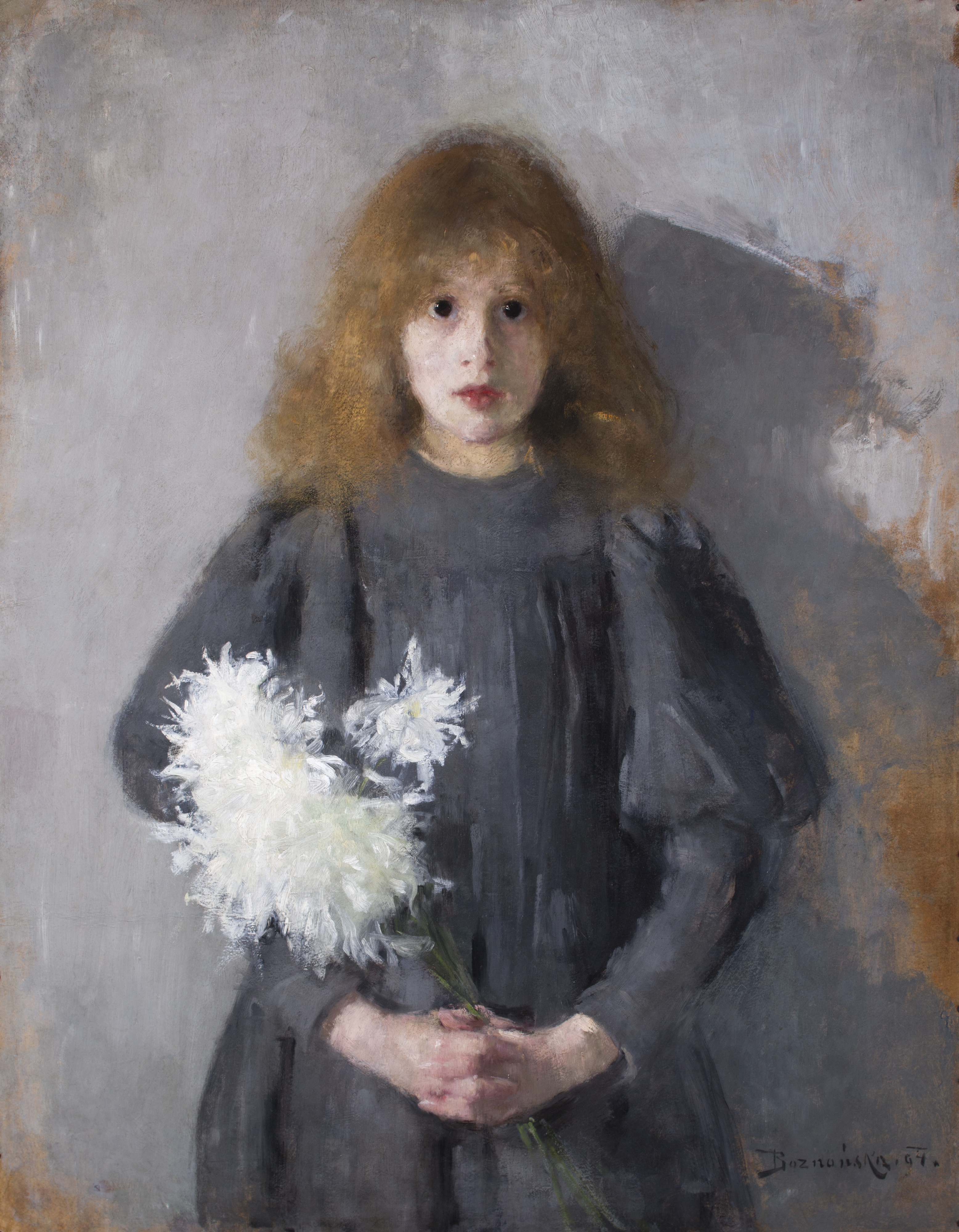
Meisje met chrysanten
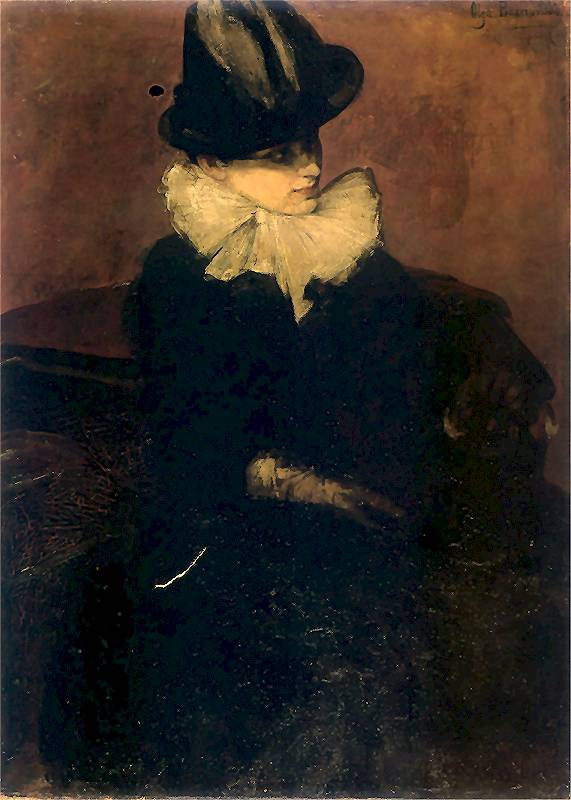
Portret van een vrouw
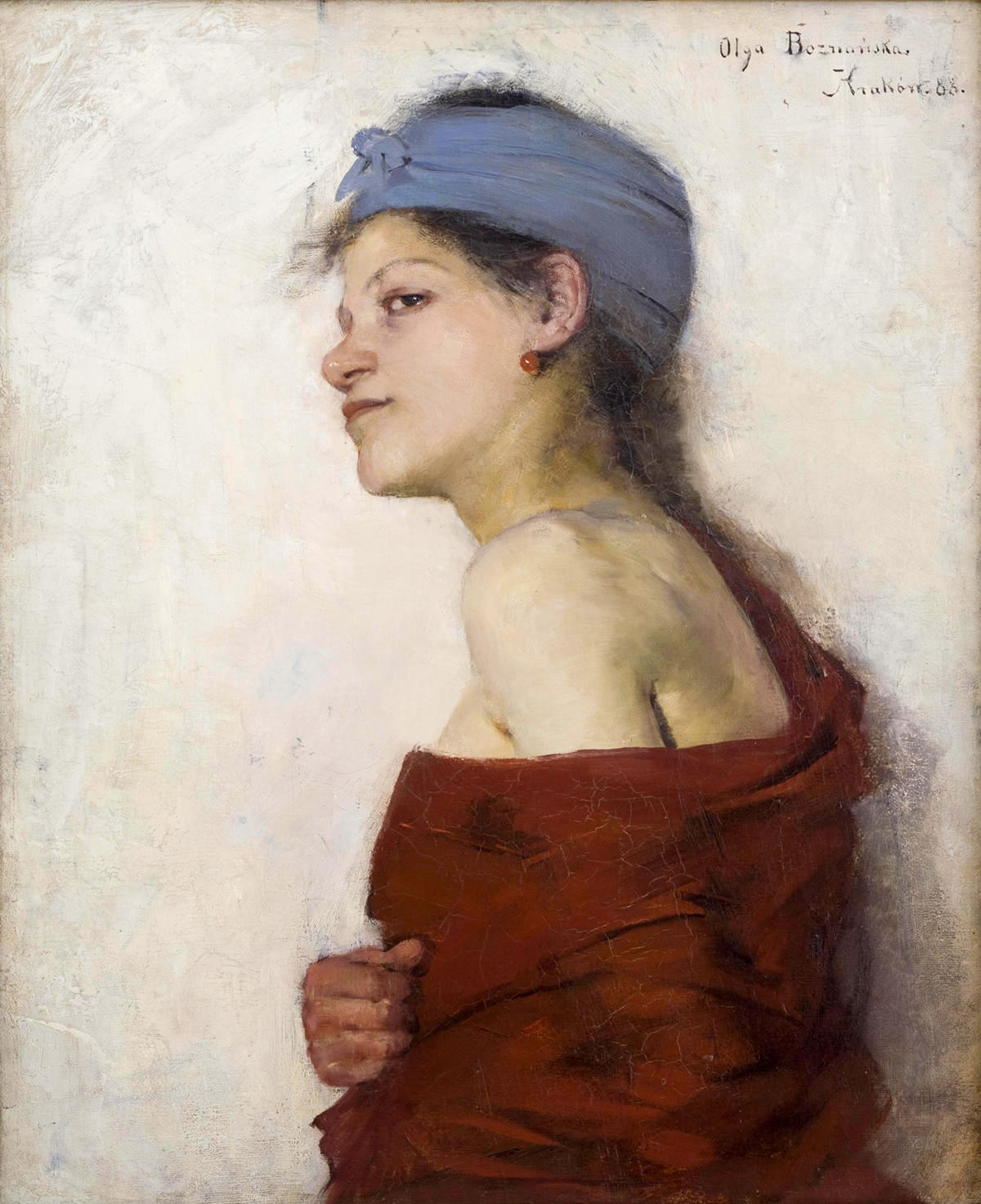
Cyganka
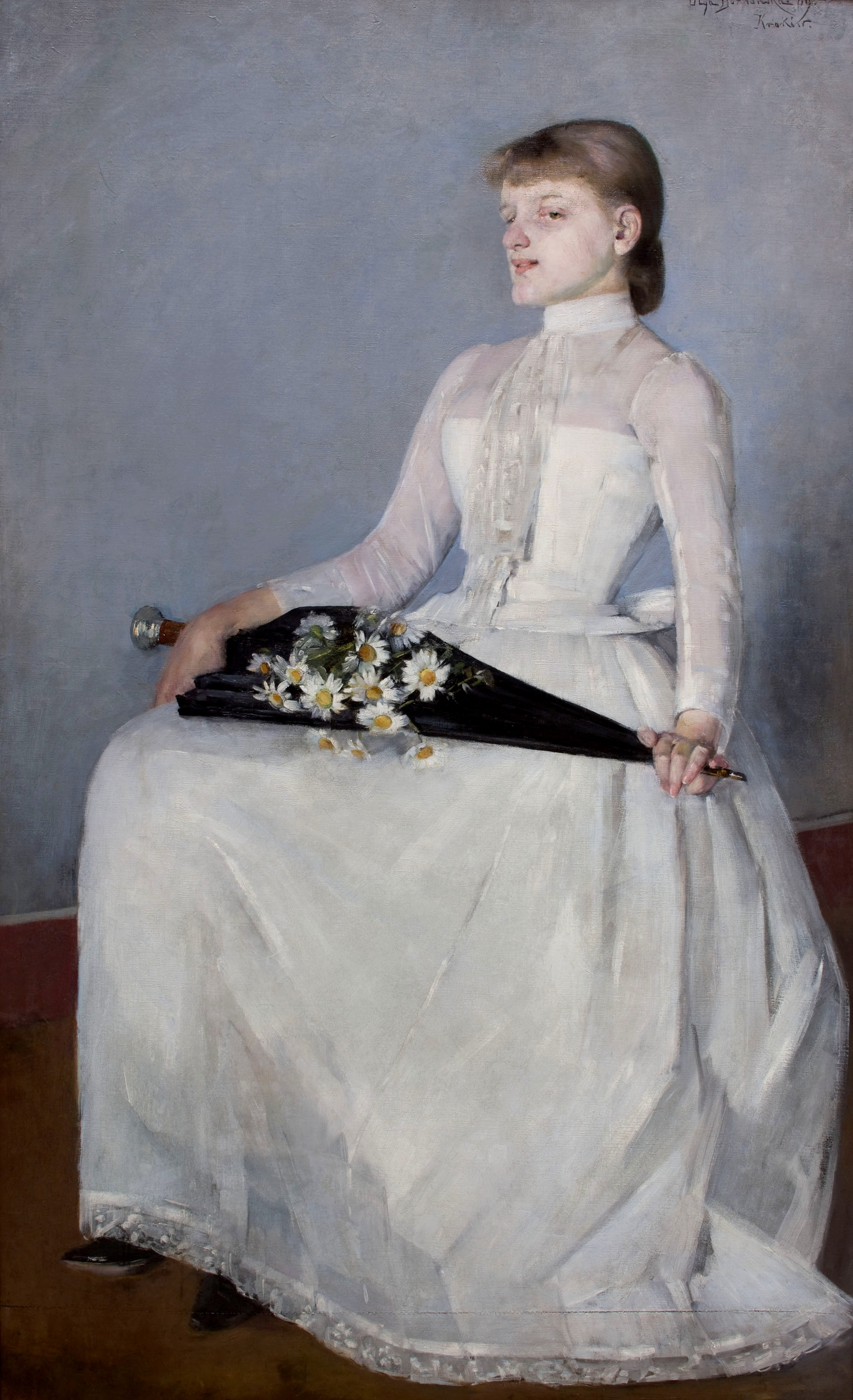
Ze spaceru
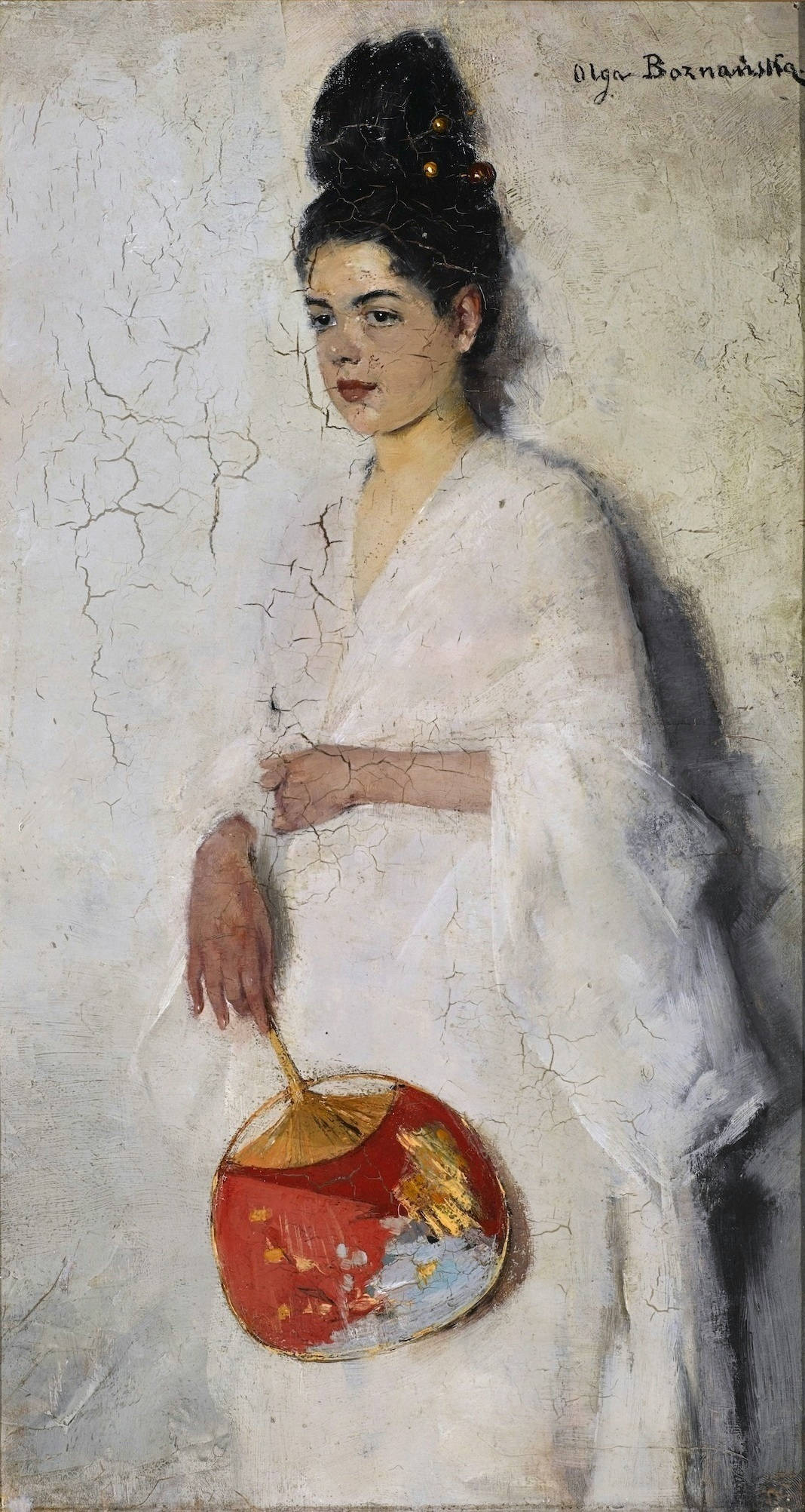
Japonka
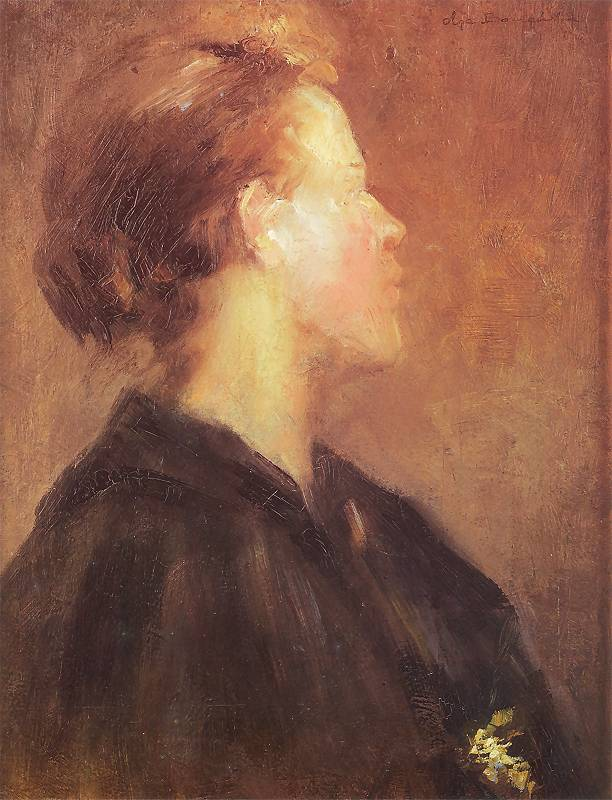
Portret van een vrouw
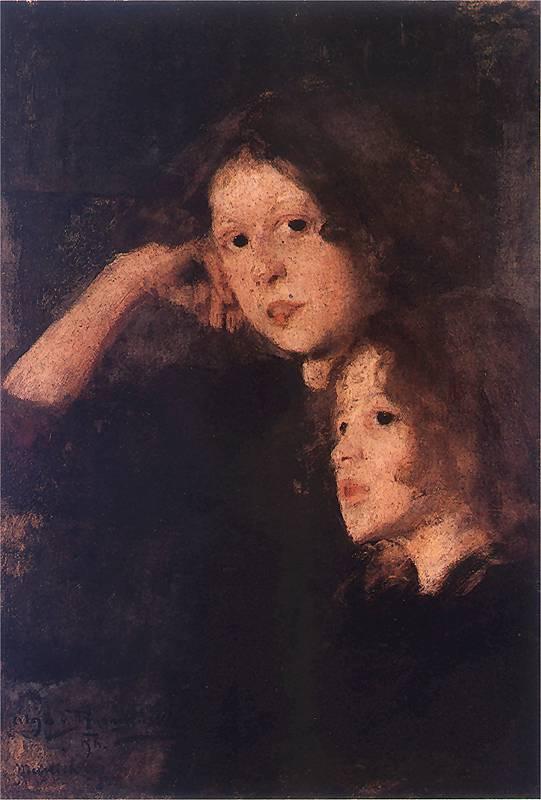
Twee meisjes
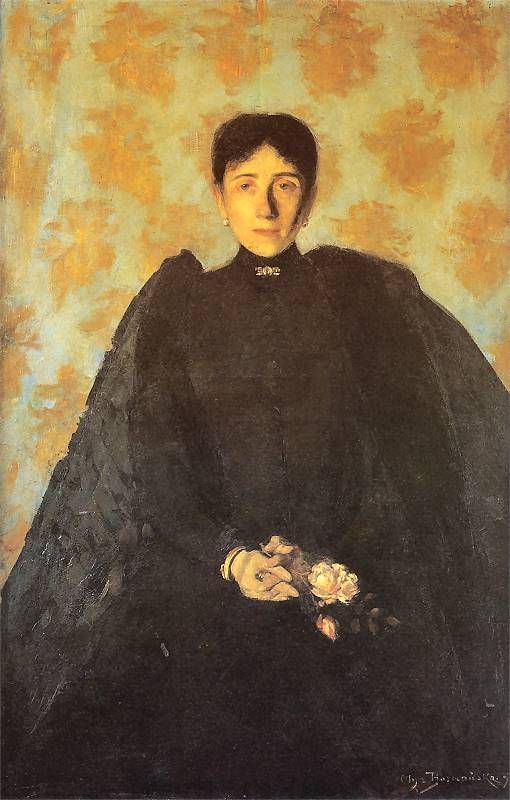
Miss Pearson
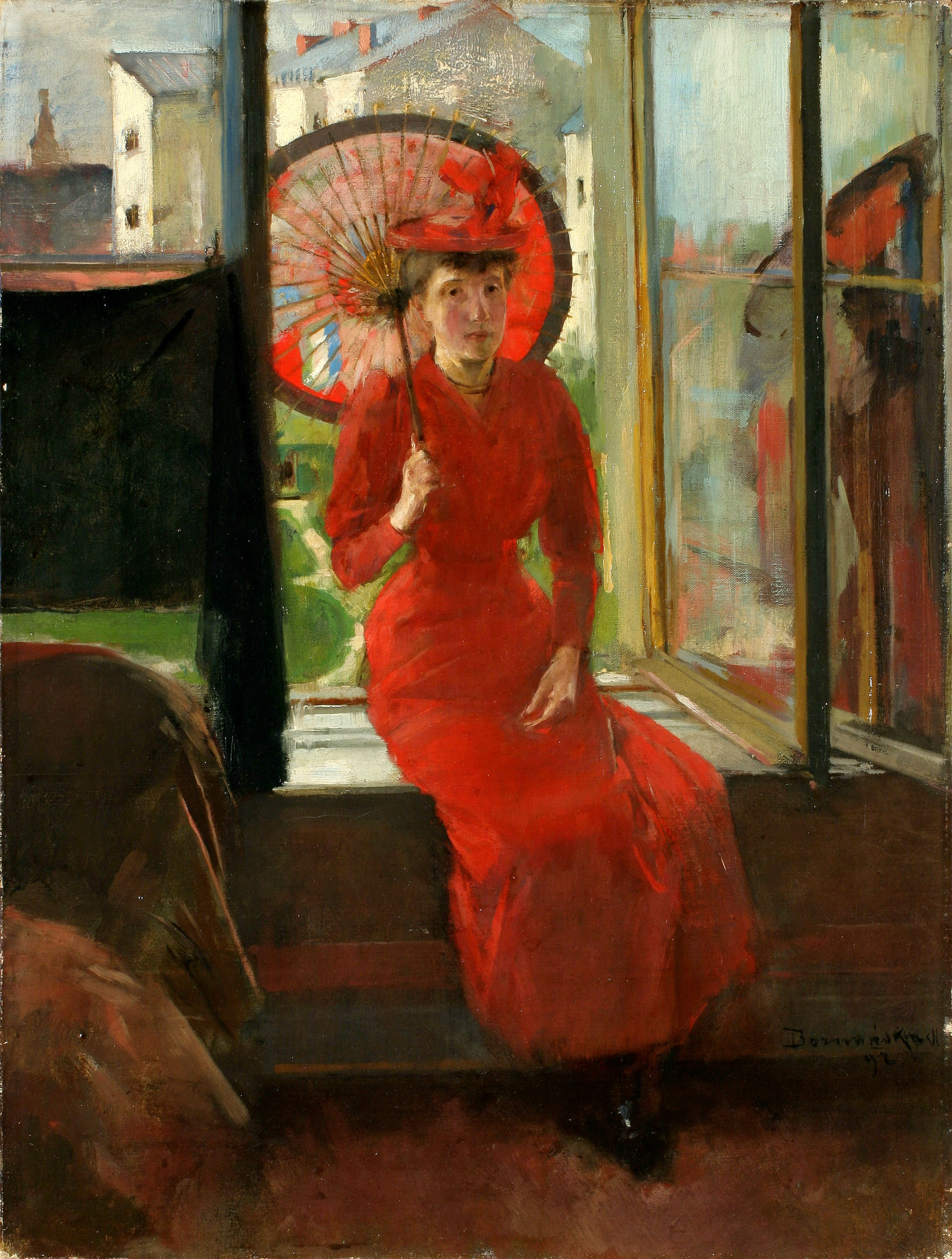
Zelfportret in Japanse stijl
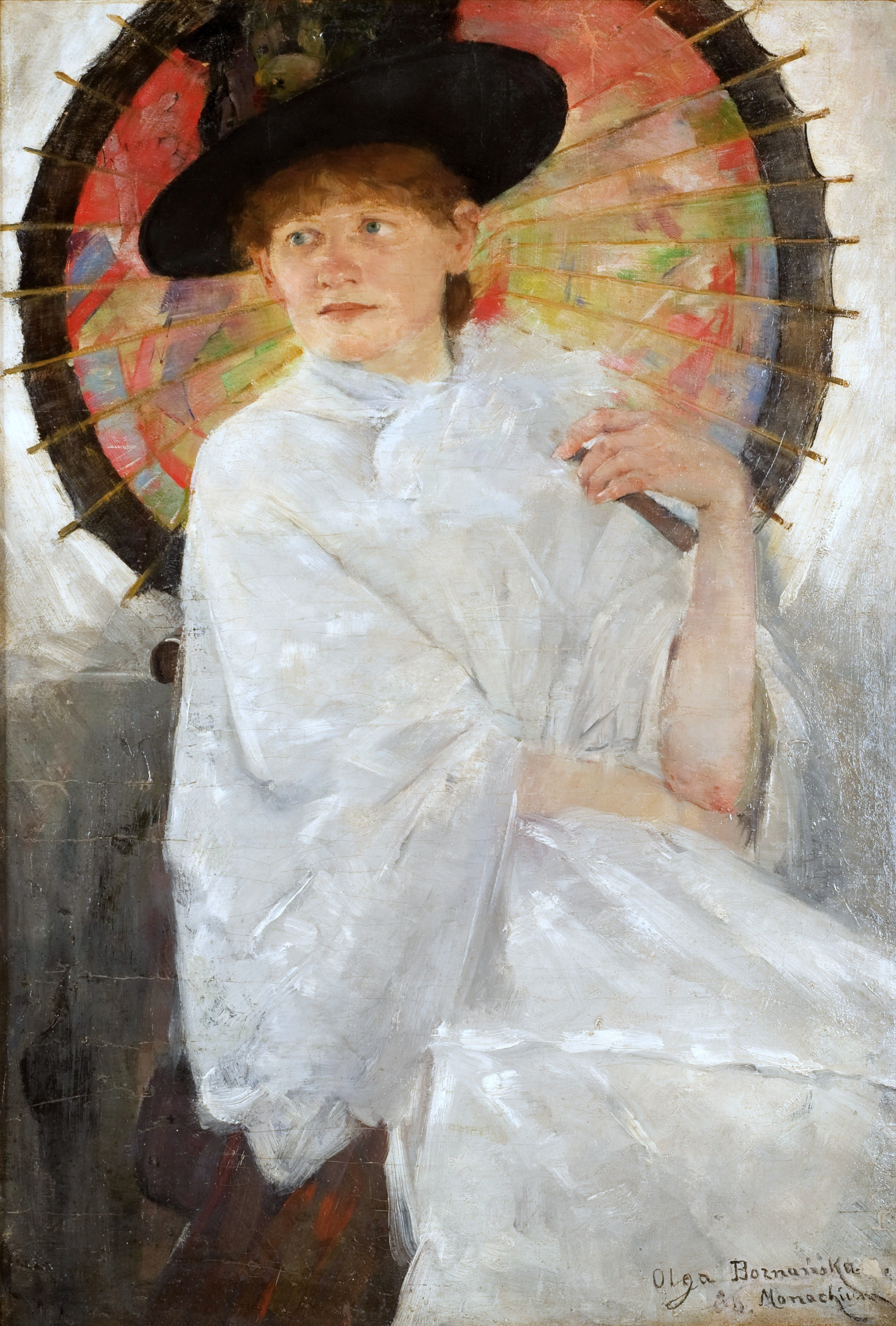
Vrouw met parasol